# Wolfgang Schmittel
Wolfgang Schmittel (* 1930 in Frankfurt am Main; † 24. Januar 2013 in Kronberg im Taunus) war ein deutscher Grafiker, Werbefachmann und Fotograf. Durch seine Arbeit als Designer unter anderem für die Braun GmbH gilt er als der Urvater der Corporate Identity und des Corporate Designs.

## Leben
Wolfgang Schmittel studierte Malerei und Grafik an der Städelschule in Frankfurt (heute Staatliche Hochschule für Bildende Künste). Zu Beginn seiner Tätigkeit als Grafiker, arbeitete er für Unternehmen wie zum Beispiel Resopal, für die er die Geschäftspapiere, Werbeanzeigen und einige Broschüren gestaltete. Er war von 1952 bis 1981 für den Elektrogerätehersteller Braun tätig und gestaltete das noch bis heute gültige Logo des Unternehmens. Während seiner Zeit bei Braun prägte er entscheidend das damals neue Gestaltungskonzept im Bereich Kommunikation mit, das er nach den rationalen Prinzipien von Otl Aicher gestaltete. 1958 wurde er unter Fritz Eichler Abteilungsleiter. Ab 1968 war er als Direktor für Kommunikation rund 30 Jahre lang verantwortlich für das Gesamterscheinungsbild des Unternehmens – national und international. In dieser Zeit erarbeitete er zudem ein neues und einheitliches Gestaltungskonzept für die Braun-Muttergesellschaft Gillette (Omnimark). Nach seiner Tätigkeit für Braun hatte er mehrere Lehraufträge, darunter auch an der Ohio State University, USA. 1982 wurde er zum Professor für Grafik-Design an die Hochschule für Gestaltung Schwäbisch Gmünd berufen. In dieser Zeit erarbeitete er eine neue Corporate Identity für die Creditanstalt (CA), einer der größten Banken Österreichs.
Wolfgang Schmittel wurde zudem als Fotograf bekannt – so war er u. a. einer der angesagtesten „Jazz-Fotografen“ der Frankfurter Jazz-Szene. Er fotografierte viele Größen der damaligen Zeit, wie zum Beispiel Louis Armstrong oder Ella Fitzgerald (Broschüre Jazz sehen, Jazz hören). In diesem Zusammenhang sind auch die von ihm gestalteten und für die damalige Zeit revolutionären „Braun-Jazzanzeigen“ zu nennen.

## Auszeichnungen
- Bundesverdienstkreuz am Bande, verliehen am 26. März 2010

### Auszeichnungen als Grafiker
- Silbermedaille des Bayerischen Werbe-Fachverbands e.V., 1960
- Urkunden des Bayerischen Werbe-Fachverbands e.V. für beispielhafte Anzeigen 1961, 1962, 1965
- Preisträger deutscher Verpackungswettbewerb, 1963
- Goldmedaille 1965, Art Director´s Club Deutschland
- Eurostar, European Packaging Federation
- Il Premio Compasso d’oro von La Rinascente
- Diploma di gran premio, 12. Triennale di Milano

### Auszeichnungen als Fotograf
- Silberplakette, Welt-Fotoausstellung 1967
- Ausstellung einiger Bilder bei der ersten und zweiten Weltausstellung der Photographie, 1964 und 1968
- Titelfoto zur ersten Weltausstellung der Photographie, 1964

## Werke
- Literatur von und über Wolfgang Schmittel im Katalog der Deutschen Nationalbibliothek
- Schmittel, Wolfgang: „Design, Concept, Realisation“, 1975, ABC Verlag, ISBN 3-85504-038-9
- Schmittel, Wolfgang: „Process Visual“, 1978, ABC Verlag, ISBN 3-85504-052-4
- Schmittel, Wolfgang: „Corporate Design International“, 1984, ABC Verlag, ISBN 3-85504-080-X